# Darius Bazley
Darius Denayr Bazley (Boston, 12 de junho de 2000) é um americano jogador de basquete profissional do Phoenix Suns da National Basketball Association (NBA).
Bazley inicialmente se comprometeu e assinou com a Universidade de Syracuse, mas depois optou por não ir a faculdade com a intenção de ingressar na G-League, uma decisão que chamou a atenção nacional. No entanto, ele preferiu treinar por conta própria na New Balance durante toda a temporada para o Draft da NBA de 2019. No Draft de 2019 da NBA, ele foi escolhido pelo Utah Jazz como a 23º escolha geral e mais tarde foi negociado para o Memphis Grizzlies e depois para o Oklahoma City Thunder.

## Carreira no ensino médio
Bazley começou a jogar basquete na Finneytown High School em Springfield Township, Ohio. Ele foi considerado inelegível para a primeira metade de sua temporada de calouro. Em seu segundo ano, Bazley começou a atrair o interesse de vários programas universitários, incluindo Universidade Estadual de Ohio e Universidade da Virgínia Ocidental. Em 19 de dezembro de 2015, ele registrou 25 pontos, 15 rebotes e 5 bloqueios contra Woodward High School. Depois de ter uma média de 15,8 pontos, 12,4 rebotes, 3,8 assistências, 2,4 bloqueios e 1,5 roubos de bola, ele foi nomeado para a Segunda Equipe da Divisão III de Southwest Ohio.
Em sua terceira temporada, foi anunciado que ele seria transferido para Princeton High School em Sharonville, Ohio. Ele foi afastado dos primeiros 11 jogos por causa das regras de transferência. Em agosto, Bazley se comprometeu com Universidade Estadual de Ohio, sendo classificado como um recruta de quatro estrelas pela 247Sports. Em 11 de janeiro de 2017, ele estreou por Princeton, registrando 11 pontos, 10 rebotes, 5 assistências e 3 roubos de bola em uma derrota no Flyin 'To The Hoop Invitational. Em abril, Bazley anunciou que não iria para Ohio State desejando um "palco maior". Cerca de dois meses depois, ele se comprometeu com a Universidade de Syracuse e, em novembro, assinou uma carta de intenções. Em 16 de janeiro de 2018, em sua última temporada, Bazley foi nomeado para o Time Oeste do McDonald's All-American Boys Game de 2018. Em 19 de janeiro, ele liderou o time de Princeton com 24 pontos em um jogo transmitido pela televisão nacional contra o principal recruta Romeo Langford e New Albany High School. Bazley também participou do Jordan Brand Classic e do Nike Hoop Summit em abril.
| Informações de Recrutamento | Informações de Recrutamento            | Informações de Recrutamento | Informações de Recrutamento | Informações de Recrutamento | Informações de Recrutamento |
| Nome | Cidade Natal                           | Escola/Universidade         | Altura                      | Peso                        | Data da revisão             |
| --- | -------------------------------------- | --------------------------- | --------------------------- | --------------------------- | --------------------------- |
| Darius Bazley SF | Cincinnati, OH                         | Princeton (OH)              | 2.06 m                      | 91 kg                       | 3 de julho de 2017          |
| Darius Bazley SF | Recrutamento: Rivais: ESPN: 247sports: |                             |                             |                             |                             |
| Classificações gerais de recrutamento: Scout: 18º \| 247sports: 23º \| ESPN: 13º |                                        |                             |                             |                             |                             |
| - Nota : Em muitos casos, Scout, Rivals, 247Sports e ESPN podem entrar em conflito em suas listas de altura e peso, nestes casos, a média foi obtida. - Nota: A ESPN mede os calouros numa escala de 0 a 100. - Fonte: |                                        |                             |                             |                             |                             |

## Carreira profissional
Em 30 de março de 2018, Bazley anunciou que não iria a faculdade com planos de ingressar na G-League diretamente do ensino médio. Em abril, ele contratou o agente esportivo Rich Paul da Klutch Sports Group. O técnico de Syracuse, Jim Boeheim, com quem Bazley deveria jogar na universidade, respondeu: "Espero que ele vá muito bem. Mas não acho que seja assim. Acho que ficará provado que não é a melhor maneira de chegar à NBA." 
Em 27 de agosto, Bazley anunciou que abandonaria completamente seus planos de ir para a G-League, optando por treinar sozinho para a temporada. Em 25 de outubro, Bazley começou um estágio de três meses na New Balance no valor de $ 1 milhão. Após concluir seu estágio, Bazley se tornou um dos primeiros jogadores a entrar no Draft da NBA de 2019.
Bazley foi selecionado pelo Utah Jazz como a 23º escolha geral e foi negociado com o Memphis Grizzlies, que o trocou para o Oklahoma City Thunder.
Em sua primeira temporada na NBA, ele jogou em 61 jogos e teve médias de 5.6 pontos e 4.0 rebotes em 18.5 minutos.

## Estatísticas de carreira

### NBA

#### Temporada regular
| Ano     | Equipe        | PJ | PT | MPJ  | AP   | 3P   | LL   | RT  | AS | BR | TO | PPJ |
| ------- | ------------- | -- | -- | ---- | ---- | ---- | ---- | --- | -- | -- | -- | --- |
| 2019–20 | Oklahoma City | 61 | 9  | 18.5 | .394 | .348 | .694 | 4.0 | .7 | .4 | .7 | 5.6 |

Fonte: